# سفارة الدنمارك في كندا
سفارة الدنمارك في كندا هي أرفع تمثيل دبلوماسي لدولة الدنمارك لدى كندا. تقع السفارة في أونتاريو وهي تهدف لتعزيز المصالح الدنماركية في كندا.

## وصلات خارجية
- الموقع الرسمي
- قائمة سفارات الدنمارك
- قائمة السفارات في كندا